# 葉其蕃
葉其蕃（1572年—？），字世載，號毓華，浙江衢州府西安县人，明朝政治人物。

## 生平
萬曆二十五年（1597年）丁酉科浙江鄉試第十八名舉人，萬曆二十六年（1598年）聯捷戊戌科進士。礼部觀政，次年授工部营缮司主事，二十八年管修京仓，三十三年升本司员外郎，三十四年歴任至工部郎中，三十七年升江西參政，四十年升江西按察使，四十一年拾遺去職。